# Да (буква)
Դ, դ (арм. դաо файле да, з.-арм. та) — четвёртая буква армянского алфавита. Создал Месроп Маштоц в 405—406 годах.

## Использование
В восточноармянском языке обозначает звук [d], а в западноармянском — [tʰ]. Числовое значение в армянской системе счисления — 4.
Использовалась в курдском алфавите на основе армянского письма (1921—1928) для обозначения звука [t].
В системах романизации армянского письма передаётся как d (ISO 9985, BGN/PCGN, ALA-LC для восточноармянского), t (ALA-LC для западноармянского). В восточноармянском шрифте Брайля букве соответствует символ ⠙ (U+2819), а в западноармянском — ⠹ (U+2839).

## Кодировка
И заглавная, и строчная формы буквы да включены в стандарт Юникод начиная с версии 1.0.0 в блоке «Армянское письмо» (англ. Armenian) под шестнадцатеричными кодами U+0534 и U+0564 соответственно.

## Галерея

Округлый еркатагир
Прямолинейный еркатагир
Болоргир
Нотргир
Шхагир